# Челната
Челната (рум. Celnata) — село у повіті Мехедінць в Румунії. Входить до складу комуни Хуснічоара.
Село розташоване на відстані 261 км на захід від Бухареста, 12 км на схід від Дробета-Турну-Северина, 88 км на північний захід від Крайови.

## Населення
За даними перепису населення 2002 року у селі проживали 120 осіб, усі — румуни. Усі жителі села рідною мовою назвали румунську.